# Arthur Young (attore)
Arthur Young (Bristol, 2 settembre 1898 – Londra, 24 febbraio 1959) è stato un attore britannico.

## Filmografia

### Cinema
- No Limit, regia di Monty Banks (1935)
- Wedding Group, regia di Alex Bryce e Campbell Gullan (1936)
- La grande imperatrice (Victoria the Great), regia di Herbert Wilcox (1937)
- Fatalità (21 Days), regia di Basil Dean (1940)
- Naufragio (San Demetrio London), regia di Charles Frend (1943)
- Sarai il mio amore (I'll be Your Sweetheart), regia di Val Guest (1945)
- The Rose Without a Thorn - film TV, regia di Desmond Davis (1947)
- Fiamme del destino (Root of All Evil), regia di Brock Williams (1947)
- La famiglia Dakers (My Brother Jonathan), regia di Harold French (1948)
- Nebbie del passato (Portrait from Life), regia di Terence Fisher (1948)
- The Lady with the Lamp, regia di Herbert Wilcox (1951)
- Pagato per uccidere (Five Days), regia di Montgomery Tully (1954)
- Stranger from Venus, regia di Burt Balaban (1954)

### Televisione
- The Seventh Man – film TV (1938)
- White Secrets – film TV (1938)
- BBC Sunday-Night Theatre – serie TV, 6 episodi (1951-1954)
- Il conte di Montecristo (The Count of Monte Cristo) – miniserie TV (1956)
- The Adventures of the Scarlet Pimpernel – serie TV, episodio 1x12 (1956)